# Crête de Coq
Pour les articles homonymes, voir Crête de coq.
La crête de Coq est un dyke qui se dresse dans la réserve naturelle nationale de la vallée de Chaudefour dans le département du Puy-de-Dôme et qui culmine à 1 500 mètres d'altitude.

## Géologie
La crête de Coq est une colonne de lave (ancien conduit d'alimentation en magma) déchaussée par l'érosion et qui donne un relief en forme de mur.

## Escalade
Un chemin balisé par un amas de pierres mène jusqu'à la base des voies. La crête de Coq propose des itinéraires de 80 à 130 mètres. Composée de larges dalles inclinées et orientées vers le sud, elle offre une escalade principalement axée sur l'utilisation des pieds.
La voie « Jamais Vue », orientée vers le sud, se compose de quatre longueurs de 25 mètres chacune. Elle est équipée de tiges de tendeurs, et chaque relais permet de descendre en rappel.